# Teratocoris
Teratocoris is een geslacht van wantsen uit de familie blindwantsen. Het geslacht werd voor het eerst wetenschappelijk beschreven door Fieber in 1858 .

## Soorten
Het genus bevat de volgende soorten:

- Teratocoris antennatus (Boheman, 1852)
- Teratocoris borealis Kelton, 1966
- Teratocoris caricis Kirkaldy, 1909
- Teratocoris depressus Kerzhner, 1979
- Teratocoris discolor Uhler, 1887
- Teratocoris paludum Sahlberg, 1870
- Teratocoris saundersi Douglas and Scott, 1869
- Teratocoris tagoi Yasunaga and Schwartz, 2005
- Teratocoris ussuriensis Kerzhner, 1988
- Teratocoris viridis Douglas and Scott, 1867